# Inspiration4

Inspiration4 a fost prima misiune spațială a SpaceX cu un echipaj complet civil.  A fost anunțată la 1 februarie 2021 și a fost efectuată la bordul unei nave spațiale Crew Dragon, fiind a doua misiune comercială a SpaceX. Misiunea a fost lansată pe 15 septembrie 2021 din complexul de lansare 39A de la Centrul Spațial John F. Kennedy din Florida și a aterizat pe 18 septembrie 2021 în Oceanul Atlantic. A constat într-o ședere de câteva zile pe orbita inferioară a Pământului în timpul căreia au efectuat o serie de experimente științifice. Aceeași capsulă de la SpaceX Crew-1, Crew Dragon Resilience, a fost refolosită în misiune.

## Echipaj
Jared Isaacman, fondatorul Shift4 Payments este comandantul și beneficiarul misiunii. Hayley Arceneaux va servi ca reprezentant pentru Spitalul de Copii St. Jude, la care în copilărie a fost tratat la spital pentru cancer osos și este în prezent asistent medic la spital.  Restul echipajului este format dintr-o persoană selectată aleatoriu care a donat pentru cauza spitalului și un antreprenor care a folosit serviciul de procesare a plăților Isaacman selectat aleatoriu. 

La 30 martie 2021, cei doi membri ai echipajului rămași au fost anunțați.  Christopher Sembroski, un veteran al Forțelor Aeriene ale Statelor Unite și angajat al Lockheed Martin, a fost selectat într-o extragere aleatorie de la colaboratorii la spital. În timp ce antreprenorul, pilotul și educatorul Sian Proctor a fost selectat pe baza utilizării serviciului Shift4 Payments. 
| Post       | Astronaut                                | Astronaut                                |
| ---------- | ---------------------------------------- | ---------------------------------------- |
| Comandant  | Jared Isaacman First zbor spațial        | Jared Isaacman First zbor spațial        |
| Pilot      | Sian Proctor First zbor spațial          | Sian Proctor First zbor spațial          |
| Medic      | Hayley Arceneaux First zbor spațial      | Hayley Arceneaux First zbor spațial      |
| Specialist | Christopher Sembroski First zbor spațial | Christopher Sembroski First zbor spațial |

## Vezi si
- Lista zborurilor Dragon 2
- Turism spațial